# Willy Granqvist
Willy Granqvist (Estocolmo, 9 de agosto de 1948- Estocolmo, 31 de julio de 1985). Poeta, crítico y redactor de cultura de Suecia.

## Biografía
Su barrio natal fue Mälarhöjden (las alturas del Mälar), uno de los sectores de origen obrero de la capital sueca, donde Willy también realizó sus estudios básicos. Fue uno de los tres hijos del obrero tranviario Herbert Granqvist, y de Sonja Karlsson. Durante los años 1970 y 1971, Granqvist realizó estudios académicos en la Universidad de Upsala en diversas materias humanísticas, pero no concluyó ninguna carrera, porque comenzó a trabajar a edad muy temprana.
Su primer poemario, Cuerpos y espacios (Kropparna och rummen) lo publicó a los 26 años, en 1974. El año anterior ya había sido incorporado en la antología de poesía Grupo 73 (Grupp 73) publicada por la editorial Wahlström & Widstrands de Estocolmo. 
Fue redactor de cultura de la Radio Nacional de Suecia y responsable del programa "Dagens dikt" (Poema diario), además de colaborar de manera permanente en el diario Expresen de la capital sueca. El poeta chileno Sergio Badilla Castillo colaboró con él, en las relaciones que Granqvist estableció con la literatura hispanoamericana. 
Su poesía adopta como temática central la penumbra y la soledad. 
Se suicida a los 37 años de edad. Hoy es apreciado como uno de los grandes poetas de lengua sueca de finales del siglo XX. 
Su obra es considerada un legado de "culto" entre los jóvenes poetas suecos.

## Obra
- Kropparna och rummen (Cuerpos y espacios) 1974
- En mun (Una boca) 1975
- En ängel i vår tid (Un ángel en nuestro tiempo) 1976
- Du är ett barn nu (Eres un niño ahora) 1977
- Det blåser i min kropp (Sopla en mi cuerpo) 1978
- Kropp (Cuerpo) 1980
- Mörkret (Oscuridad) 1982
- Tiden har inget namn (El tiempo no tiene nombre) 1984
- Glömskan (Olvido) 1985
- Natten (Noche) 1987
- Samlade skrifter (Obra reunida) 1974-1976  2005
- Samlade skrifter (Obra reunida) 1977-1980  2006